# (1578) Kirkwood
(1578) Kirkwood es un asteroide que forma parte del cinturón exterior de asteroides y fue descubierto por el equipo del Indiana Asteroid Program de la universidad de Indiana el 10 de enero de 1951 desde el observatorio Goethe Link de Brooklyn, Estados Unidos.

## Designación y nombre
Kirkwood fue designado inicialmente como 1951 AT.
Más tarde se nombró en honor del astrónomo estadounidense Daniel Kirkwood (1814-1895).

## Características orbitales
Kirkwood está situado a una distancia media del Sol de 3,93 ua, pudiendo acercarse hasta 2,991 ua y alejarse hasta 4,868 ua. Su inclinación orbital es 0,8093° y la excentricidad 0,2389. Emplea 2845 días en completar una órbita alrededor del Sol.
Kirkwood pertenece al grupo asteroidal de Hilda.